# Церковь Святой Марии (Гера)
Церковь Святой Марии (нем. Marienkirche) — протестантская церковь в районе Унтермхаус города Гера; позднеготическое здание, являющееся одним из старейших в городе, было построено в 1440 году.

## История и описание
Церковь Святой Марии была построена на площади Моренплатц, рядом с мостом через реку Вайсе-Эльстер, в историческом центре небольшого города Унтермхаус, с 1919 года являющегося районом города Гера (Тюрингия). Непосредственно рядом с церковью находится дом Отто Дикса, являющийся сегодня музеем художника. Здание церкви было построено около 1440 года — в нем до сих пор располагается древний (позднеготический) алтарь, подаренный храму семьями Кудорф и Вальтейм. Существует мнение, что алтарная комната появилась на этом месте в 1193 году — что делает церковь Святой Марии одной из старейших церквей в регионе.
До 1736 года «Мариенкирхе» являлось филиальной церковью прихода Геры; с 1802 по 1854 год она также служила гарнизонной церковью для военных служивших под знамёнами рода Ройсс (Рейсс). В 1882 году, в связи со значительным приростом населения Унтермхауза, храм был расширен с западной стороны: к нему были пристроены две небольшие башни в неоготическом стиле. По случаю перестройки из церкви была удалена легендарная Пьета, пользовавшаяся популярностью среди местных жителей (под названием «Puppe» или «Poppe»). Орган церкви Святой Марии был построен в 1894 году и модернизирован компанией «Jehmlich Orgelbau Dresden GmbH» в 1930.